# Una flor amarilla
Una flor amarilla (deutsch Eine gelbe Blume) ist eine Kurzgeschichte des argentinischen Schriftstellers Julio Cortázar aus dem Buch Final del juego (deutsch Ende des Spiels) von 1956.

## Inhalt
Wie in anderen Werken von Julio Cortázar stellt die Geschichte einen realen Kontext dar, in dem das Fantastische oder Fiktive als natürlich akzeptable Möglichkeit dargestellt wird. Die Geschichte spielt in einem Bistro in der Rue Cambronne in Paris, Frankreich. Es geht um einen Mann, den Protagonisten, der einen anderen Mann kennenlernt, einen ehemaligen Gemeindeangestellten. Dieser behauptet, dass die Menschen unsterblich seien und dass sie der einzige Sterbliche sei. Während ihres Gesprächs erzählt der Mann, dass er im Bus Nr. 95 einen Jungen gesehen habe. Sein Name war Luc. In diesem Moment wurde ihm klar, dass bestimmte Eigenschaften von Luc, wie dessen Gesten, Aussehen und Stimme, seinen sehr ähnlich waren als er in dessen Alter war. Dann erfährt der Mann, dass Luc Krankheiten hatte und Erfahrungen gemacht hat, die auch in ihrem Leben vorhanden waren.

## Analyse
Das Thema der Unsterblichkeit ist eine der erkennbarsten Prämissen des Werks. Es gilt sogar als Beispiel für die Sichtweise lateinamerikanischer Schriftsteller auf die griechisch-römische Mythologie. Diese Beobachtung lässt sich jedoch gleichermaßen auf andere Werke von Julio Cortázar übertragen.